# Crise de refugiados da Indochina
A crise de refugiados da Indochina foi o grande fluxo de pessoas das ex-colônias francesas da Indochina, compreendendo o Vietnã, o Camboja e o Laos, depois que os governos comunistas foram estabelecidos em 1975. Durante os próximos 25 anos e, de uma população total de 56 milhões de indochineses em 1975, mais de 3 milhões de pessoas empreenderiam uma perigosa jornada para tornarem-se refugiados em outros países do Sudeste Asiático e na China. Centenas de milhares de pessoas podem ter morrido em sua tentativa de fugir. Mais de 2,5 milhões de indochineses foram reassentados, principalmente na América do Norte e Europa. Quinhentos mil foram repatriados, voluntária ou involuntariamente. 

Um mapa da Indochina francesa. O Vietnã do Norte e o Vietnã do Sul foram divididos ao norte da cidade de Hue e tiveram diferentes governos de 1954 até 1976, quando o país foi formalmente reunificado.

Os refugiados indochineses consistiram em uma série de diferentes povos, incluindo os boat people vietnamitas, os sino-vietnamitas hoa, os cambojanos fugindo do Khmer Vermelho e da fome, os laocianos étnicos, os hmong e outros povos dos planaltos do Laos e os Montagnard e os povos dos planaltos do Vietnã. Estes fugiam para os países vizinhos em busca de asilo temporário e a maioria solicitava  reassentamento permanente em outros países. O fluxo de refugiados e a crise humanitária foi especialmente aguda em 1979 e 1980.
Os reflexos da crise de refugiados da Indochina continuaram até o século XXI. O último dos boat people foram repatriados da Malásia em 2005 e a Tailândia deportou 4.000 refugiados hmong em 2009. 